# 28677 Laurakowalski
28677 Laurakowalski è un asteroide della fascia principale. Scoperto nel 2000, presenta un'orbita caratterizzata da un semiasse maggiore pari a 2,2390752 UA e da un'eccentricità di 0,0754733, inclinata di 1,89612° rispetto all'eclittica.